# Mörsche Kuppe
Die Mörsche Kuppe ist ein 416,7 m hoher Berg in der Gemarkung Etterwinden der Kreisstadt Bad Salzungen im  Wartburgkreis in Thüringen.
Die Mörsche Kuppe liegt vom Ort aus gesehen in Richtung des Nachbardorfes Möhra und
ist ein mit Wiesen und Ackerflächen, auf der steilen Südseite nur forstwirtschaftlich genutzter Berg am Südrand des Ortes Etterwinden. Über die Möhrsche Kuppe verläuft die historische Landesgrenze zwischen Sachsen-Meiningen und Sachsen-Weimar-Eisenach. Der durch Grenzsteine markierte Kammweg ist auch Abschnitt des Sallmannshäuser Rennsteigs und besitzt zwei Aussichtspunkte – nach Norden in das obere Eltetal, nach Süden in den Moorgrund.